# Republica Socială Italiană
Republica Socială Italiană (în limba italiană: Repubblica Sociale Italiana ori RSI) a fost un stat marionetă al Germaniei Naziste condus de „Ducele Națiunii" și „Ministru al afacerilor externe" Benito Mussolini.  RSI exercita drepturile suverane asupra Italiei de nord, dar depindea în totalitate de Wehrmacht pentru a păstra controlul asupra teritoriului. Acest stat efemer a mai fost cunoscut și ca Republica de la Salò (Repubblica di Salò), deoarece cartierul general al lui Mussolini se afla la Salò, un oraș mic de pe malul lacului Garda. RSI a fost al doilea stat fascist italian.

## Contextul creării RSI
Pe 24 iulie 1943, după ce Aliații occidentali au debarcat în Sicilia, Marele Consiliu al Fascismului, la inițiativa președintelui, Dino Grandi, a votat o moțiune de neîncredere împotriva lui Mussolini.  A doua zi, regele Victor Emmanuel l-a demis pe Mussolini din funcția de premier și a ordonat arestarea lui. Noul guvern, sub conducerea mareșalului Pietro Badoglio, a început negocieri secrete cu puterile aliate și a făcut preparative pentru capitularea necondiționată a Italiei. Negocierile purtate de Badoglio nu priveau doar capitularea armatei italiene și părăsirea Axei, dar prevedeau și întoarcerea armelor împotriva fostului aliat, Germania.
Deși din punct de vedere politic Germania recunoștea schimbările din fruntea guvernului italian, Berlinul a intervenit rapid trimițând unele dintre cele mai bune unități ale Wehrmachtului în peninsulă. Această mișcare de trupe a fost gândită atât pentru a rezista înaintării trupelor aliate, cât și pentru a face față previzibilei ieșiri din luptă a italienilor. În vreme ce Badoglio încă mai susținea public alianța cu Germania, emisarii guvernului italian semanseră deja un armistițiu cu forțele armate Aliate în Sicilia, la Cassibile, pe 3 septembrie.
Pe 8 septembrie, Badoglio a anunțat capitularea Italiei. Dictatorul german Adolf Hitler și colaboratorii lui, care se așteptau la o asemenea trădare, au reacționat imediat și au ordonat trupelor germane din peninsulă să ocupe centrul și nordul Italiei. Militarii germani au dezarmat fără greutate trupele italiene dezorientate și au preluat întreg echipamentul și armamentul armatei italiene.
Patru zile mai târziu, pe 12 septembrie, un comando de parașutiști condus de Otto Skorzeny a reușit să-l elibereze din captivitate pe Mussolini în timpul așa numitei „Operațiuni Stejarul” (Unternehmen Eiche). Câtă vreme s-a aflat în captivitate, Mussolini fusese mutat din loc în loc pentru a împiedica eliberarea lui. Germanii au reușit să afle că dictatorul fascist se afla la un moment dat în hotelul „Campo Imperatore” din Gran Sasso.  După eliberare,  Mussolini a fost transportat pe calea aerului în Bavaria.  Eliberarea lui a permis crearea unui nou stat fascist italian, de această dată total dependent de Germania.

## Istoria Republicii Sociale Italiene

Drapelul de luptă al RSI a devenit sibolul comun al statului şi al fascismului italian după anul 1943.

La scurtă vreme după înființare, republica a fost forțată să cedeze Triestul, Istria și Tirolul de Sud Germaniei. În timpul cât a existat RSI, guvernul lui Mussolini (care interzisese sindicatele și grevele) a făcut din ce în ce mai multe apeluri populiste la clasa muncitoare. Mussolini și guvernul lui au pretins că regretă numeroase decizii pe care le luase în trecut în favoarea intereselor marelui capital. Au fost făcute promisiuni pentru un nou început, cu condiția ca poporul italian să dea o nouă șansă conducerii fasciste. Mussolini a pretins că nu a abandonat nicio clipă convingerile de stânga din tinerețe și a pretins că ar fi fost în favoarea naționalizării marilor proprietăți încă din 1939-1940, dar a fost nevoit să amâne aceste decizii din cauza războiului. De asemenea, Mussolini a declarat că odată cu înlăturarea monarhiei în Italia, se putea schimba radical politica fascistă și, după 20 de ani de sprijin acordat marilor capitaliști, putea să naționalizeze toate companiile cu mai mult de 100 de lucrători. Mussolini a cerut chiar sprijinul comunistului Nicola Bombacci pentru schimbarea imaginii fascismului într-una de mișcare progresistă.
În vreme ce Mussolini pretindea în public că deține controlul ferm în republică, el admitea între patru ochi că statul pe care îl conducea este doar o marionetă a forțelor germane. Practic, Mussolini nu era decât un gauleiter al Lombardiei.  RSI a fost folosită de forțele germane mai mult în lupta împotriva partizanilor italieni și a evreilor. În plus, noul stat fascist a fost forțat de sprijinitorii germani să ia măsuri dure împotriva politicienilor loiali lui Badoglio și a fasciștilor acuzați de trădare. Pe 11 ianuarie 1944, a fost executat ginerele lui Mussolini, Galeazzo Ciano.
Pe 25 aprilie 1945, Republica Socială Italiană a încetat să mai existe. În acestă zi, partizanii italieni și trupele aliate au desfășurat o ultimă fază a unei ofensive prin care au alungat forțele germane din Italia.
Pe 28 aprilie, Mussolini, amanta lui, Clara Petacci, câțiva miniștri ai RSI și capi ai partidului fascist au fost prinși în timp ce încercau să fugă din țară. Cei mai mulți dintre captivi au fost împușcați de către partizani la Dongo. Cincisprezece trupuri au fost duse într-o piață din centrul orașului Milano și au fost spânzurate de picioare în fața unei benzinării.

## Armata Republicii Sociale Italiene

### Armata terestră

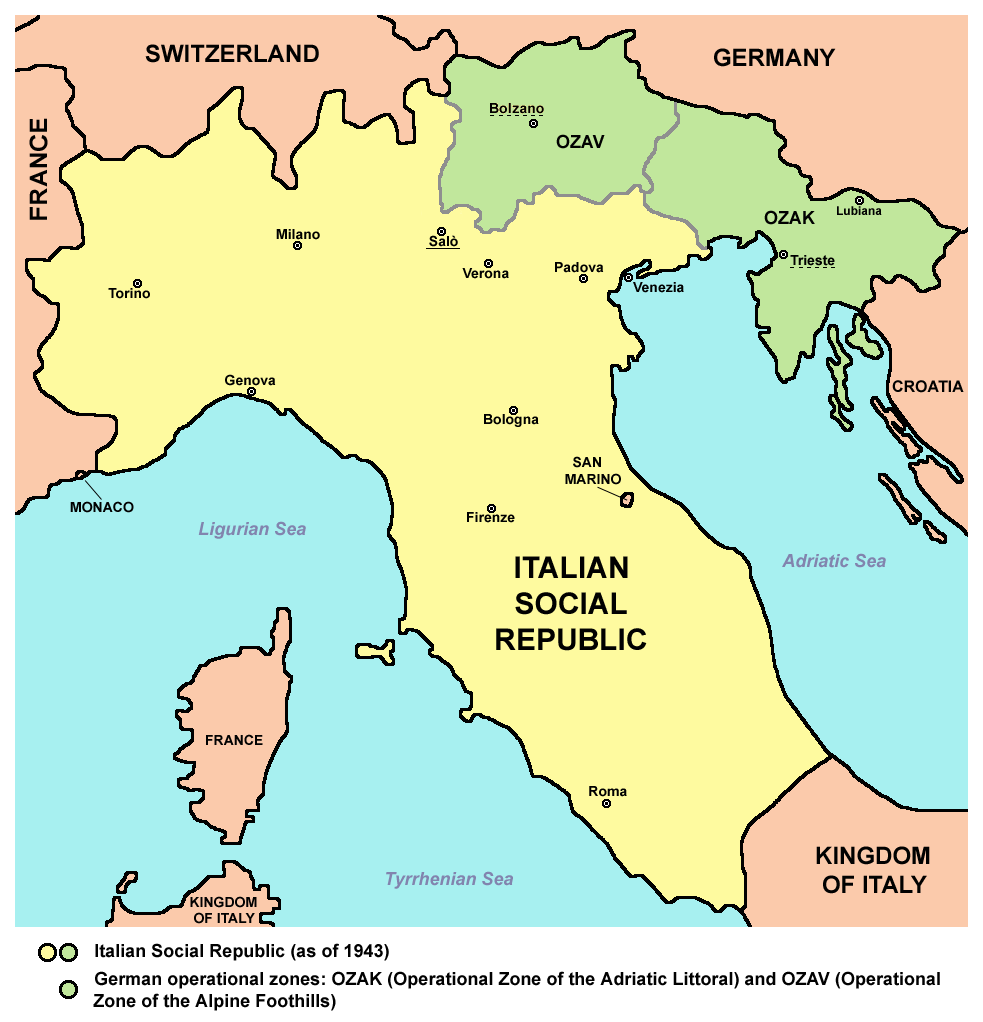

În perioada de existență a Republicii Sociale Italiene au existat mici unități precum „Brigate Nere” și „Decima Flottiglia MAS” care au participat la luptele împotriva aliaților. Germanii au preferat să implice aceste unități în special în lupta împotriva partizanilor.
Pe 16 octombrie 1943, a fost semanat Protocolul de la Rastenburg de către Germania Nazistă și RSI, protocol care permitea italienilor recrutarea unor unități militare de mărimea diviziilor. Astfel, mareșalul Rodolfo Graziani a reușit să mobilizeze patru divizii cu aproximativ 52.000 de soldați. În iulie 1944, prima divizie a RSI a terminat stagiul de pregătire și a fost trimisă pe front.
Recrutarea de soldați era o sarcină dificilă pentru autoritățile militare ale RSI, cei mai mulți militari italieni fiind internați de către germani în lagăre în 1943, iar numeroși civili italieni fuseseră trimiși la muncă forțată în Germania. Dintre cei rămași, doar puțini italieni se mai arătau dornici să participe la război. Autoritățile RSI erau într-o situație atât de grea, încât au promis libertatea tuturor infractorilor de drept comun aflați în închisori, dacă acceptau să se înroleze. Pe de altă parte, guvernul a amenințat cu trimiterea în fața plutoanelor de execuție oricărei persoane care se sustăgea de la recrutare.
În iarna 1944-1945, soldații italieni luptau de ambele părți ale Liniei Gotice. De parte Aliaților se aflau patru grupuri de voluntari din fosta armată italiană. Acești voluntari erau antrenați și echipați de britanici. De partea Axei luptau patru divizii ale RSI. Trei dintre cele patru divizii, aflate sub comanda mareșalului Graziani, apărau flancul vestic al liniei defensive și luptau direct cu forțele franceze. Cea de-a patra divizie italiană era atașată Armatei a 14-a germană în sectorul Munților Apenini.
Pe 26 decembrie 1944, mai multe unități italiene ale RSI au participat la Operațiunea Furtuna de Iarnă – o ofensivă comună germano-italiană dusă în Munții Apenini, încheiată cu succese limitate.
În februarie 1945, americanii au atacat fără succes unitățile de infanteirie italiană (bersaglieri) ai Diviziei I „Italia”.
Pe 29 aprilie, ministrul apărării al RSI, mareșalul Graziani, a fost prezent la ceremonia de la Caserta, în timpul căreia generalul german Heinrich von Vietinghoff a semnat capitularea tuturor forțelor Axei din Italia. Pe actul de capitulare nu a fost găsit necesar să fie prezentă și semnătura mareșalului italian.  Capitularea trebuia să fie valabilă începând cu ziua de 2 mai. Graziani a ordonat forțelor sale să depună armele pe 1 mai.

### Forțele aeriene
Forțele Aeriene Naționale Republicane (Aeronautica Nazionale Repubblicana, ANR) a fost forța aeriană a Armatei Naționale Republicane a RSI. ANR era formată din trei grupuri de avioane de vânătoare, un grup de avioane torpiloare, un grup de avioane de bombardament și câte subunități de aprovizionare. ANR a cooperat strâns cu Luftwaffe în luptele din nordul Italiei. Germania a încercat fără succes să desființeze ANR și să transfere piloții italieni în Luftwaffe. În 1944, după ce toate avioanele germane de vânătoare au fost retrase din Italia pentru a face față valului crescut de atacuri Aliate împotriva teritoriului Reichului, grupurile de vânătoare ale ANR au trebuit să facă față singure masivei forțe a aliaților care acțina în nordul peninsulei. În timpul acestei lupte, ANR a reușit să doboare 262 de avioane aliate, pierzând la rândul lor 158 de aparate în luptă.

### Marina
Marina națională Republicană (Marina Nazionale Repubblicana) era formată din vase care reprezentau cel mult 5% din totalul forțelor fostei marine militare italiene (Regia Marina). Marina RSI era formată din patru vase torpiloare (Motoscafo Armato Silurante), două vase antisubmarin și diferite alte vase ușoare. De asemenea, în porturile din nordul Italiei erau ancorate cinci minisubmarine, iar în porturile românești mai se aflau alte cinci minisubmarine. Trupele din „Decima Flottiglia MAS” au luptat în principal ca forțe de infanterie.

### Forțele paramilitare
După prăbușirea regimului fascist și desființarea „Cămășilor negre” (MVSN), au fost înființate „Garda Națională Republicană” (Guardia Nazionale Repubblicana, GNR) și „Brigăzile negre” (Brigate nere). Cele 40 de „brigăzi negre” erau formate din luptătorii fostelor „cămăși negre”, din foști carabinieri sau soldați fără unități militare sau din voluntari fasciști. Brigăzile negre s-au distins alături de Schutzstaffel (SS) prin atrocitățile comise împotriva partizanilor italieni și a inamicilor politici ai fasciștilor.

## Urmări și moștenire
Mai mulți politicieni de frunte ai extemei-dreapta italiene din perioada postbelică au fost asociați în vreun fel sau altul cu Republica Socială Itaiană. Printre aceștia pot fi amintiți Pino Romualdi, Rodolfo Graziani, Junio Valerio Borghese și Giorgio Almirante.
În zilele noastre, mai multe organizații extremiste de dreapta din Italia, în special paridul Fiamma Tricolore, își revendică rădăcinile sociale și politice în platforma politică a RSI. Republica Socială Italiană este idealizată ca exemplul a ceea ce ar fi putut fascismul să aducă benefic țării. Fiamma Tricolore recunoaște statutul de membru al mișcării tuturor foștilor militari ai RSI.